# Posse from Hell
Posse from Hell (Brasil: Quadrilha do Inferno ) é um filme estadunidense de 1961, do gênero faroeste, dirigido por Herbert Coleman, roteirizado por Clair Huffaker  baseado no livro de sua autoria,  música de Joseph Gershenson.

## Sinopse
Um determinado pistoleiro, auxiliado por um inexperiente bancário, tenta resgatar uma garota sequestrada das garras de uma violenta quadrilha.

## Elenco
- Audie Murphy....... Banner Cole
- John Saxon....... Seymour Kern
- Zohra Lampert....... Helen Caldwell
- Vic Morrow....... Crip
- Robert Keith....... Capitão Jeremiah Brown
- Rodolfo Acosta....... Johnny Caddo (como Rudolph Acosta)
- Royal Dano....... Tio Billy
- Frank Overton....... Burt Hogan
- James Bell....... Benson
- Paul Carr....... Jock Wiley
- Ward Ramsey....... Delegado Isaac Webb
- Lee Van Cleef....... Leo
- Ray Teal....... Banqueiro
- Forrest Lewis....... Doutor Welles
- Charles Horvath....... Hash